# Ophichthus aniptocheilos
Ophichthus aniptocheilos — вид вугроподібних риб родини офіхтових (Ophichthidae). Описаний у 2010 році. Відомий лише біля узбережжя островів Тонга. Виявлений на глибині 391—421 м. Виростає до 14,2 см.